# Margarodes newsteadi
Margarodes newsteadi är en insektsart som beskrevs av Charles Kimberlin Brain 1915. Margarodes newsteadi ingår i släktet Margarodes och familjen pärlsköldlöss. Inga underarter finns listade i Catalogue of Life.